# Johannes Barolin
Johannes Carl Barolin (* 30. September 1857 in Laibach; † 13. Oktober 1934 in Wien) war ein österreichischer Kaufmann und Autor. Als Freimaurer war er Groß-Kommandeur des Obersten Rates von Österreich des Alten und Angenommen Schottischen Ritus (A.A.S.R.).

## Leben
Er war der Sohn des Bahnbeamten Anton Barolin und dessen Ehefrau Theresa geborene Schneider. Nach dem Besuch der Realschule in Laibach und der Handelsschule in Wien war Johannes Barolin als Kaufmann in Wien, Köln, Paris, London und Kairo tätig. 1893 ließ er sich dauerhaft als Großkaufmann in Wien nieder. Er war Inhaber der Handelsfirma Barolin & Artacker (Import-Export und Vertretungen chemisch-technischer Produkte), die Filialen auch in Budapest und Zagreb hatte.
Er wohnte in der Apollogasse 8 in Wien, war Freimaurer und Autor mehrerer Schriften, die er zum Teil im Selbstverlag herausgab. Hervorzuheben ist beispielsweise sein Vorschlag der Einführung eines Hundertstundentages im Verbund mit einer Zeitreform. Ferner war er Mitglied im Vorstand der Österreichischen Friedensgesellschaft.

## Ehe
- Johannes Barolin heiratete 1885 in Wien Leopoldine Maria, die Tochter des Florian Wenzel und der Anna Hübner. Aus der gemeinsamen Ehe gingen u. a. die Kinder Hortensia „Horta“ Barolin, Camillo Barolin und Flora Maria Stricker-Barolin hervor.

## Schriften (Auswahl)
- Entlastung der Gemeinden. Lösung der socialen Frage durch Schaffung des socialen Staates im freien Staate. Dauernde Sicherung des individuellen Eigenthums und der persönlichen Freiheit, Wien: Selbstverlag, 1898.
- Der sociale Staat im Staate, 2. Auflage, Leipzig, 1900.
- (mit Friedrich Zimmer und Konrad Köster): Erziehung als bewußte Entwicklung (= Volksgesundung durch Erziehung; Bd. 1, Nr. 2), Berlin-Zehlendorf, 1911.
- Der Hundertstundentag. Vorschlag zu einer Zeitreform unter Zugrundelegung des Dezimalsystems, im Anschluß an ein analoges Bogen- und Längenmaß, Wien, Leipzig: Braumüller, 1914.
- Nationalität und Friede, Wien, Selbstverlag, 1923.
- (mit Kurt Schechner): Für und wider die Donauföderation, Wien: W. Braumüller, 1926.
- Schülertausch und Völkerversöhnung, Wien, o. J. [1927].
- Inspiration und Genialität, Wien, W. Braumüller, 1927.
- Gedanken zum Minoritäten-Problem, Wien: J. Eisenstein & Co., 1929.